# Gerry Woop

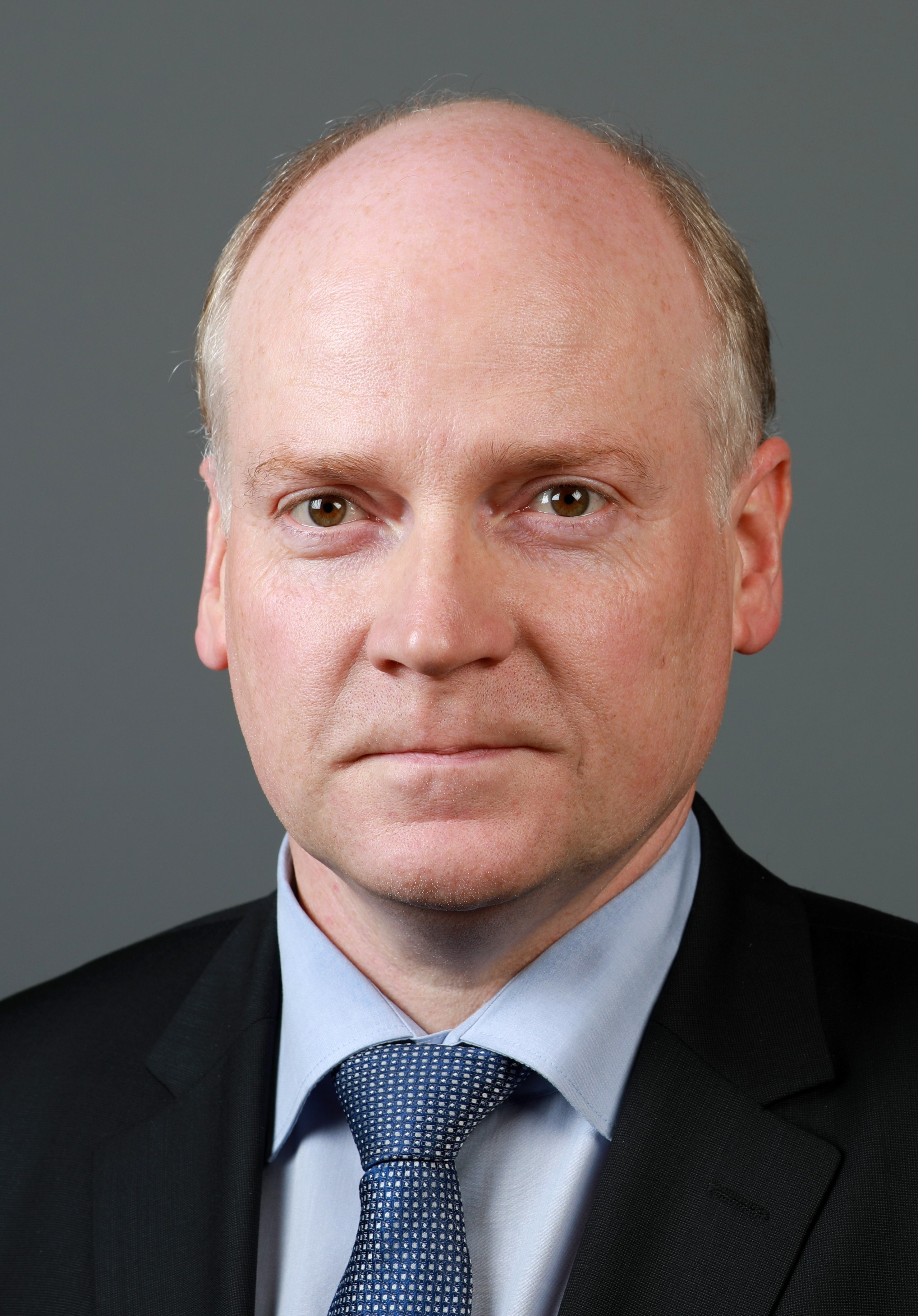
Gerry Woop (2017)

Gerry Woop (* 22. April 1968 in Glauchau, Deutsche Demokratische Republik) ist ein deutscher Politikwissenschaftler und politischer Beamter (Staatssekretär a. D.; PDS, seit 2007 Die Linke). Von Januar 2017 bis April 2023 war er Staatssekretär für Europa in der von Senator Klaus Lederer geleiteten Berliner Senatsverwaltung für Kultur und Europa. Seit Frühjahr 2024 ist Woop Dienststellenleiter der Vertretung des Freistaates Thüringen beim Bund.

## Leben
Woop verließ die Erweiterte Oberschule „Georgius Agricola“ in Glauchau 1986 mit dem Abitur und nahm anschließend ein Studium der Politikwissenschaft an der Offiziershochschule der Landstreitkräfte der NVA in Löbau auf. Dieses schloss er im Jahr 1990 als Diplompolitikwissenschaftler ab, es folgte die Ernennung zum Leutnant.
Bevor er 2002 sein Masterstudium of Peace and Security Studies am Institut für Friedensforschung und Sicherheitspolitik an der Universität Hamburg aufnahm, war der Politikwissenschaftler Mitarbeiter des Landesvorstandes Sachsen der PDS in Dresden (1990–1991), Leiter der PDS-Bundesgeschäftsstelle in Berlin (1992–1997), persönlicher Referent (1997–1999) und wissenschaftlicher Mitarbeiter (1999–2002) von Wolfgang Gehrcke. Sein Masterstudium schloss Woop 2003 ab, war bis 2006 Stipendiat der Rosa-Luxemburg-Stiftung und in der Folge als Leiter des Büros von Harald Wolf, dem Bürgermeister von Berlin und Senator für Wirtschaft, Arbeit und Frauen (später Senator für Wirtschaft, Technologie und Frauen) tätig. 2009 wurde er wissenschaftlicher Mitarbeiter des Bundestagsabgeordneten Stefan Liebich. Diese Tätigkeit übte er bis 2012 aus, ehe er Referatsleiter des Referats Bundesratskoordinierung, Wirtschaft und Ökologie in der Vertretung des Landes Brandenburg beim Bund wurde. Von 2014 bis 2015 war Woop Leiter des Büros des Ministers der Finanzen (Christian Görke) und der Staatssekretärin im Ministerium der Finanzen des Landes Brandenburg (Daniela Trochowski) sowie von 2015 bis 2016 Referatsleiter des Referats Bundesratskoordinierung, Recht, Europa und Finanzen in der Vertretung des Landes Brandenburg beim Bund.
Zum Januar 2017 wurde Gerry Woop im Zuge der Bildung des Senats Müller II zum Staatssekretär für Europa in der Berliner Senatsverwaltung für Kultur und Europa berufen. Dort verantwortete er neben der politischen Koordination für den Linken-Koalitionsteil die Arbeit der Abteilung III zu Europaangelegenheiten, Religions- und Weltanschauungsfragen und zum Denkmalschutz. Er agierte übergreifend in Lenkungskreisen zur Verwaltungssteuerung (bis 2021), Gleichstellung, zeitweise zur IKT-Steuerung und im SmartCity-Strategiebeirat der Senatskanzlei (bis 2021), war Mitglied im Beirat Bürgerbeteiligung der Senatsverwaltung für Stadtentwicklung und Wohnen und wurde vom Senat als stellvertretendes Mitglied (Vertretung für Senatsbaudirektorin Staatssekretärin Regula Lüscher, ab 2022 Petra Kahlfeldt) der Bundesstiftung Bauakademie benannt (bis Juni 2023). 2017 wurde er für das Land Berlin in den Aufsichtsrat der Flughafen Berlin Brandenburg GmbH berufen (bis November 2023). Dort war er, bis zur Verschmelzung 2021 auf die Konzernmutter, letzter Vorsitzender des Aufsichtsrates der zuletzt für den Flughafen Berlin-Tegel zuständigen Tochtergesellschaft Berliner Flughafen Gesellschaft sowie als Mitglied im FBB-Aufsichtsrat Vorsitzender (ab 2021 Mitglied) des Projektausschusses und begleitete die Fertigstellung des Flughafens Berlin Brandenburg. Im Zuge des Endes des rot-grün-roten Koalition unter dem Senat Giffey schied er mit Bildung des Senats Wegner Ende April 2023 aus dem Amt. Von 2017 bis 2023 war Woop Mitglied des Ausschusses der Regionen auf europäischer Ebene und dort Fraktionsmitglied der SPE-Fraktion der europäischen Sozialisten sowie in den Fachkommissionen für Haushalt (COTER) und Beschäftigung/Soziales/Kultur (SEDEC) aktiv.
Seit Frühjahr 2024 ist Woop Dienststellenleiter der Vertretung des Freistaates Thüringen beim Bund. Er ist Abteilungsleiter der Abteilung B/EU (Vertretungen des Freistaats Thüringen beim Bund in Berlin und bei der Europäischen Union in Brüssel) der Thüringer Staatskanzlei (zunächst unter dem Chef der Staatskanzlei, Minister Benjamin-Immanuel Hoff aus dem Kabinett Ramelow II und mit dem Bevollmächtigten Staatssekretär Malte Krückels; seit Dezember 2024 unter dem Chef der Staatskanzlei Minister Stefan Gruhner aus dem Kabinett Voigt und mit dem Bevollmächtigten des Freistaates Thüringen beim Bund, Staatssekretär Stephan König). Für die Staatskanzlei wurde Woop 2024 Mitglied im Stiftungsrat der Stiftung Baukultur Thüringen.
Ehrenamtlich ist Gerry Woop aktiv als Vorsitzender der Schulkonferenz des Carl-Bechstein-Gymnasiums Erkner, Mitglied im Trägerverein der Europäischen Akademie Berlin (EAB), im Förderverein des Drei-Religionen-Kita-Haus e.V. und im Willy-Brandt-Kreis e.V.
Gerry Woop publizierte Texte zu politischen Strategien, linker Parteientwicklung, zur Außen- und Sicherheitspolitik und zu europapolitischen Fragen.

## Privates
Woop ist verheiratet und Vater von 3 Kindern.